# Hilde Benjamin

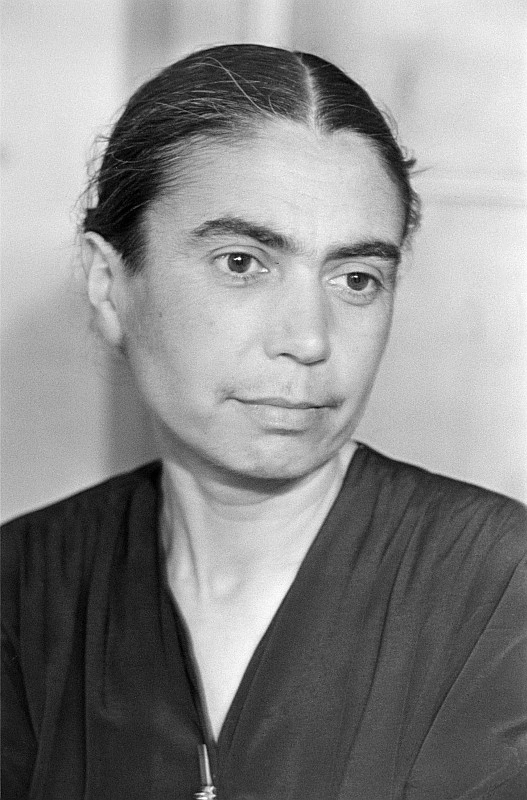
Hilde Benjamin, ca. 1947

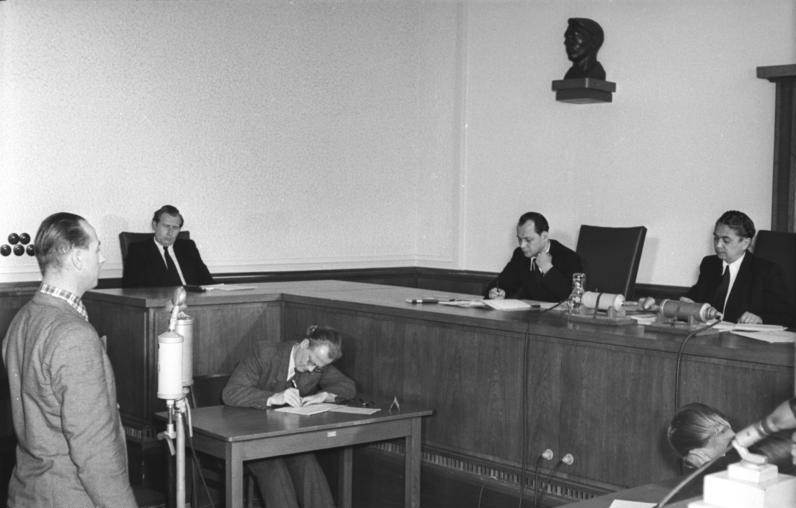
Hilde Benjamin als Vorsitzende im Schauprozess gegen Johann Burianek, Berlin 1952

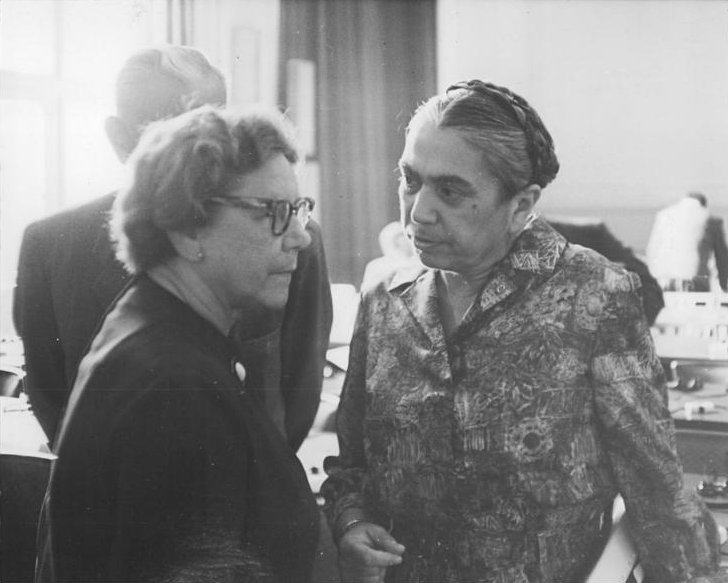
Hilde Benjamin (rechts) im Gespräch mit Friedel Malter, Vorsitzende des Komitees zum Schutze der Menschenrechte vor Beginn des zweiten Prozesstages im Prozess gegen Hans Globke, Berlin 1963

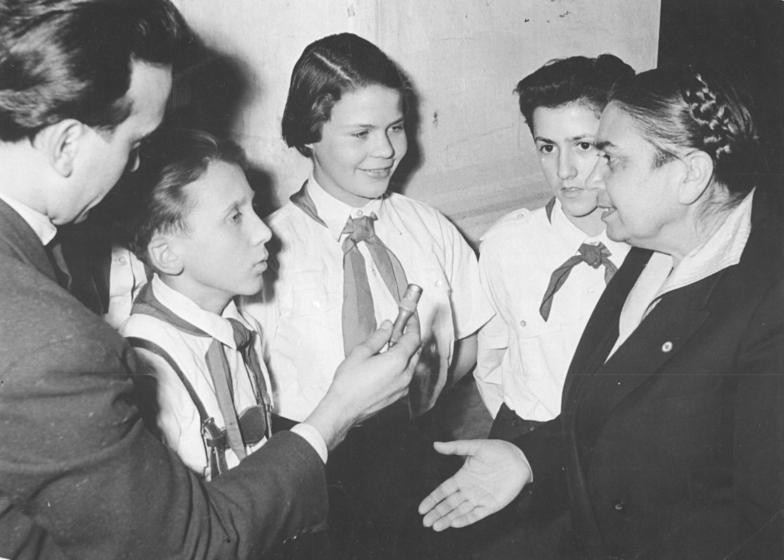
Hilde Benjamin mit DDR-Jugendlichen in Sachsen 1958

Hilde Benjamin (* 5. Februar 1902 als Helene Marie Hildegard Lange in Bernburg (Saale); † 18. April 1989 in Ost-Berlin) war eine deutsche Juristin. Als Vizepräsidentin des Obersten Gerichts (1949–1953) und spätere Justizministerin (1953–1967) trug sie maßgeblich die Diktatur der Sozialistischen Einheitspartei Deutschlands (SED) in der DDR mit. Bekannt wurde Benjamin vor allem durch ihre Prozessführung in politischen Schauprozessen vor dem Obersten Gericht, die mit Todesurteilen endeten.

## Herkunft und Ausbildung
Hilde Benjamin wuchs als Tochter von Walter Moritz Lange und seiner Frau Adele Elsbeth Minette Julie geb. Böhme in Berlin auf.
Ihr Vater arbeitete als kaufmännischer Angestellter für die Solvay-Werke in Bernburg (Saale), bevor er mit seiner Familie nach Berlin verzog und dort Leiter einer Tochterfirma wurde.:S. 38, 43 ff. Die Schwester Ruth stieß mehrfach Weltrekord im Kugelstoßen und wurde 1927 Deutsche Meisterin, der Bruder Heinz arbeitete als Ingenieur in der DDR. Die Mutter, zu der Benjamin zeitlebens ein gutes Verhältnis unterhielt, lebte bis zu ihrem Lebensende 1952 in West-Berlin.
Benjamin war Schülerin des Bismarck- und des Kaiserin Auguste Victoria-Lyceums in Berlin-Steglitz und bestand 1921 das Abitur. Ihr in einem evangelischen, kulturell interessierten Elternhaus schon früh gewecktes Interesse für klassische Musik und Literatur pflegte sie während ihres gesamten Lebens. Sie war Mitglied der Wandervogel-Bewegung, die 1896 in Steglitz gegründet worden war.:S. 64
Sie studierte nach dem Abitur als eine der ersten Frauen von 1921 bis 1924 Rechtswissenschaft an der Friedrich-Wilhelms-Universität zu Berlin sowie in Heidelberg und Hamburg. Eine Dissertation bei Moritz Liepmann über Strafvollzugsfragen brach sie ab.

## Weimarer Republik
Nach Referendars- und Assessorexamen ließ sie sich 1928 als Rechtsanwältin im Berliner Arbeiterbezirk Wedding nieder, wo ihr sieben Jahre älterer Mann Georg Benjamin, den sie 1926:S. 64 geheiratet hatte, bereits als Arzt wirkte. Sie trat aus der SPD aus und folgte ihrem Mann in die KPD. Benjamin unterrichtete neben ihrer Arbeit in der Marxistischen Arbeiterschule und engagierte sich in der Straßenzelle, einer Grundorganisation der KPD. 1929 war sie nebenberuflich im Zentralvorstand der Roten Hilfe Deutschland tätig. Als Rechtsanwältin in einer Laufpraxis:S. 65 vertrat sie Streitfälle, meist Scheidungssachen, Mietstreitigkeiten und Beleidigungsklagen, aber auch Kündigungsschutzklagen vor den Arbeitsgerichten und Strafsachen von Arbeitern wegen Streikbeteiligung. Größere Aufmerksamkeit erregte sie 1931 im Sensationsprozess um den tödlichen Überfall auf den Berliner SA-Führer Horst Wessel, als sie im Auftrag der KPD dessen ehemalige Zimmerwirtin verteidigte.
Ihr Mann war der Bruder des Schriftstellers und Philosophen Walter Benjamin und ihrer Freundin Dora Benjamin. 1932 wurde ihr Sohn Michael geboren.

## Zeit des Nationalsozialismus
Nach der Verschleppung ihres Mannes in das Konzentrationslager Sonnenburg direkt nach dem Reichstagsbrand 1933 und einem Berufsverbot zog Benjamin mit ihrem Sohn arbeitslos zu ihren Eltern in die Dünther Straße in Berlin-Steglitz. Jede anwaltliche Tätigkeit war ihr durch ein Vertretungsverbot untersagt, unterschrieben vom Staatssekretär des preußischen Justizministeriums, dem späteren Präsidenten des Volksgerichtshofs Roland Freisler. Kurz vor Weihnachten 1933 wurde ihr Mann Georg freigelassen. Es gelang ihr, als juristische Beraterin der sowjetischen Handelsgesellschaft in Berlin Arbeit zu finden.
Von 1939 bis 1945 war sie in der Konfektionsindustrie dienstverpflichtet. Da ihr Sohn nach den Nürnberger Gesetzen als „jüdischer Mischling“ galt, durfte er keine höhere Schule besuchen und wurde von seiner Mutter unterrichtet. Ihr Mann wurde am 14. Mai 1936 erneut verhaftet und wegen Übersetzung ausländischer Pressetexte vom Berliner Kammergericht wegen Vorbereitung zum Hochverrat zu sechs Jahren Haft in der Strafanstalt Brandenburg-Görden verurteilt. Ihr Schwager, der Philosoph Walter Benjamin, beging 1940 auf der Flucht vor der Geheimen Staatspolizei an der französisch-spanischen Grenze Suizid. Ihr Mann starb 1942 im KZ Mauthausen. Ihre Schwägerin und Jugendfreundin Dora Benjamin starb 1946 im Schweizer Exil.

## SBZ und DDR
Nach dem Zweiten Weltkrieg leitete Benjamin in der Sowjetischen Besatzungszone (SBZ) in der Deutschen Zentralverwaltung für Justiz die Abteilung Personal und Schule. 1946 wurde sie Mitglied der SED, von 1949 bis 1967 Abgeordnete der Volkskammer und von 1954 bis 1989 Mitglied des Zentralkomitees der SED. Von 1949 bis 1953 war sie Vizepräsident des Obersten Gerichts der DDR. In dieser Eigenschaft leistete Benjamin 1950 mit ihrer Interpretation des Artikels 6 der Verfassung der DDR, der ohne Strafandrohung Kriegs- und Boykotthetze zum „Verbrechen im Sinn des Strafgesetzbuches“ erklärt hatte, als „unmittelbar anzuwendendes Strafgesetz“ in einem Prozess gegen Zeugen Jehovas einen richtungsweisenden Beitrag zur politischen Justiz der DDR. Auch die erstmalige Verhängung der Todesstrafe in Anwendung des Artikels 6 nahm sie 1952 in Absprache mit der SED-Führung im Schauprozess gegen Johann Burianek vor.

### Aufstand vom 17. Juni 1953
Während des Aufstands vom 17. Juni 1953 forderten Demonstranten in Sprechchören die Absetzung und Inhaftierung Benjamins.:S. 125 Nachdem sowjetische Panzer den Aufstand erstickt hatten, leitete Benjamin ab dem 20. Juni einen Operativstab, dem in Abstimmung mit dem Politbüro der SED die Überwachung sämtlicher Strafverfahren im Zusammenhang mit dem 17. Juni 1953 oblag. Zuständig waren die eigens dafür unter Benjamins Anleitung einschließlich der Pflichtverteidiger aus SED-treuen Juristen gebildeten Strafsenate in den Bezirken der DDR.:S. 248–250
Nach dem Aufstand kam es in der SED zu einer politischen Säuberung: Viele gemäßigte politische Ansichten vertretende Parteimitglieder wurden aus der SED entfernt (viele von ihnen waren frühere SPD-Mitglieder und durch die Zwangsvereinigung von SPD und KPD in die SED geraten). Einigen Parteifunktionären und Angehörigen der Deutschen Volkspolizei warf die SED-Führung versöhnlerisches und kapitulantenhaftes Verhalten vor. Der Justizminister Max Fechner, der nach dem 17. Juni mäßigend auf die Strafjustiz einwirken wollte, wurde am 14. Juli 1953 seiner Funktion enthoben, wegen „partei- und staatsfeindlichen Verhaltens“ aus der SED ausgeschlossen und nach zwei Jahren Untersuchungshaft 1955 zu acht Jahren Zuchthaus verurteilt. Benjamin bildete gemeinsam mit Anton Plenikowski, Ernst Melsheimer und Herbert Kern die „Justizkommission“ des ZK der SED, die diese Verurteilung herbeiführte. Benjamin wurde am 15. Juli 1953 Fechners Nachfolgerin als „Minister für Justiz“.
Am 6. Mai 1955 wurde Benjamin der Vaterländische Verdienstorden in Silber verliehen.

### Nach dem Mauerbau 1961
Infolge einer zweiten, vom sowjetischen Regierungschef Nikita Chruschtschow im Oktober 1961 angestoßenen Entstalinisierungswelle wurde Benjamin von Ulbricht „fortschrittsfeindlicher Umtriebe“ bezichtigt. Trotz „prinzipieller Korrekturen“ gebe es in der DDR-Justiz „noch immer Erscheinungen des Dogmatismus“. Benjamin wehrte sich und warnte, dass – wie es das bundesdeutsche Nachrichtenmagazin Der Spiegel in einem Kommentar bissig schrieb – der „Verzicht auf stalinistische Rechtspraktiken“ dem westlichen Klassenfeind Tür und Tor öffnen werde. 1962/63 kam es zu einigen Lockerungen und Reformen. Am 2. Juli 1967 erzwang Ulbricht zu ihrer völligen Überraschung ihren Rücktritt als Justizministerin, vorgeblich um den Ministerrat zu verjüngen. Justizminister wurde danach Kurt Wünsche. 1966 wurde dem Ministerium für Staatssicherheit durch Verhöre der enttarnten CIA-Agentin Gertrud Liebing bekannt, dass Benjamin einem lesbischen Kreis angehörte. Diese Berichte an die CIA waren der vermutliche Grund, dass Hilde Benjamin als Justizministerin gezwungen wurde zurückzutreten.

## Tätigkeit als Richterin
Benjamin sorgte mit ihrem Konzept der „Volksrichter“ in der frühen DDR dafür, dass Rechtsprechung, wenn auch zögernd und oft angreifbar, weiter möglich war.:S. 114 Sie berief sich unter anderem auf Andrei Wyschinski, Staatsanwalt der Moskauer Schauprozesse 1936 bis 1938: Seine Reden würden „nicht nur grundlegende Erkenntnisse der Theorie des Staates und des Rechtes, sondern auch der Staats- und Rechtspraxis“ vermitteln. Benjamin war zunächst bei den Waldheimer Prozessen beratend beteiligt. Später war sie Vorsitzende in insgesamt 13 Prozessen gegen Oppositionelle, Sozialdemokraten und andere. Dazu gehören der Solvay-Prozess in Bernburg (Saale) und der Dessauer Schauprozess von 1950. Anders als die Bundesrepublik hatte die DDR die Todesstrafe bis dahin nicht abgeschafft, und Benjamin fällte von 1949 bis 1953, neben Zuchthausstrafen von insgesamt 550 Jahren und 15-mal lebenslänglich, zwei Todesurteile (gegen Johann Burianek und Wolfgang Kaiser).:381 Deshalb wurde sie in westlichen Zeitschriften auch die „Rote Guillotine“, „Rote Hilde“ oder „Blutige Hilde“ genannt. In der DDR hatte sie den Spitznamen Russin, wegen ihrer für russische Frauen typischen hochgesteckten Zopffrisur.:S. 113

## Staats- und Familienrechtlerin
Benjamin schrieb als Leiterin der Gesetzgebungskommission beim Staatsrat der DDR mit dem Gerichtsverfassungsgesetz, dem Jugendgerichtsgesetz und der Strafprozessordnung von 1952 Rechtsgeschichte in der DDR. Sie war 1963 Vorsitzende der Kommission zur Ausarbeitung des neuen Strafgesetzbuches. Bereits seit dem Beginn ihrer Karriere setzte sie sich für die Gleichberechtigung der Frauen ein, etwa als Mitbegründerin des Demokratischen Frauenbunds Deutschlands. Der erste Entwurf eines Familiengesetzbuchs 1965 ging auf sie zurück, worin die Gleichstellung nichtehelicher Kinder hergestellt, das Scheidungs- und Namensrecht reformiert und die Berufstätigkeit der Frauen gefördert werden sollte.
1967 wurde sie bis zu ihrem Lebensende Leiterin des Lehrstuhls „Geschichte der Rechtspflege“ an der Deutschen Akademie für Staats- und Rechtswissenschaft „Walter Ulbricht“ in Potsdam-Babelsberg. Das Unterrichten von Studenten war ihr laut Reiner Arlt untersagt.:335
Sie setzte sich für eine weitere Verschärfung des politischen Strafrechts und die Beibehaltung der Todesstrafe ein und wurde in der DDR vielfach ausgezeichnet: 1955 und 1962 mit dem Vaterländischen Verdienstorden, 1967 mit der Ehrenbürgerschaft der Stadt Bernburg (Saale), 1972 mit der Ehrenspange zum Vaterländischen Verdienstorden, 1977 und 1987 mit dem Karl-Marx-Orden, 1979 als Verdiente Juristin der DDR und 1982 mit dem Stern der Völkerfreundschaft. 1952 erhielt sie die Ehrendoktorwürde der Humboldt-Universität zu Berlin.
Ihre Urne wurde nach einem Staatsakt, an dem unter anderem die Mitglieder des Politbüros Egon Krenz, Erich Mielke und Alfred Neumann teilnahmen, mit militärischen Ehren in der Grabanlage Pergolenweg des Berliner Zentralfriedhofs Friedrichsfelde beigesetzt.

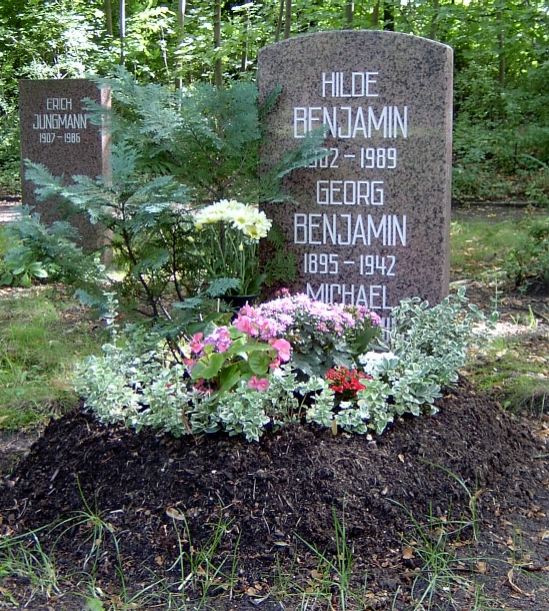
Grab von Hilde und Georg Benjamin auf dem Zentralfriedhof Friedrichsfelde in Berlin mit Sohn Michael

## Wertungen
Der Präsident des Oberlandesgerichts Braunschweig Rudolf Wassermann setzte 1994 Hilde Benjamin und Roland Freisler als „Exponenten totalitärer Justiz“ gleich. Roman Herzog meinte in seiner Antrittsrede als Bundespräsident am 1. Juli 1994 zur Frage der deutschen Nation: „Man kann nicht Hitler gegen Beethoven aufrechnen oder Himmler gegen Robert Koch oder Hilde Benjamin gegen Grundgesetz und Rechtsstaat.“ Benjamin ist für die Justizmorde an Erna Dorn, Manfred Smolka und Ernst Jennrich verantwortlich, die sie als Ministerin anordnete.

## Schriften
- Frau Oberstaatsanwalt, Sozialistische Einheitspartei Deutschlands, siebenseitige Kandidatenvorstellung zu den Wahlen 1946
- Was bedeutet der Verfassungsentwurf der SED für die Frau?, Berlin, Verlag Neuer Weg, 1947
- Vorschläge zum neuen deutschen Familienrecht, Berlin, Deutscher Frauen-Verlag, 1949, Reihe Bücherei der deutschen Frau
- Die Hauptaufgaben der Justiz bei der Durchführung des neuen Kurses : überarbeitetes und ergänztes Stenogramm einer Rede, gehalten vor Funktionären der Justiz am 29. August 1953, Berlin, Deutscher Zentralverlag, 1953
- Grundriss des Strafverfahrensrechts der Deutschen Demokratischen Republik, Hilde Benjamin (Mitverfasserin), Berlin, Deutscher Zentralverlag, 1953, 78 Seiten, Reihe Kleine Schriftenreihe des Deutschen Instituts für Rechtswissenschaft
- Karl Liebknecht zum Wesen und zu Erscheinungen der Klassenjustiz, Verlag Dt. Akad. für Staats- und Rechtswissenschaften, Potsdam-Babelsberg, 1976, 112 Seiten
- Georg Benjamin. Eine Biographie, Reihe Humanisten der Tat, Leipzig, S. Hirzel Verlag, 1977, ISBN 3-7401-0105-9
- Aus Reden und Aufsätzen, Staatsverlag der DDR, Berlin 1982.
- Zur Geschichte der Rechtspflege. 3 Bände, Staatsverlag der DDR, Berlin 1976–86 (als Leiterin des Autorenkollektivs):
  - Bd. 1: 1945–1949. 1976.
  - Bd. 2: 1949–1961. 1980.
  - Bd. 3: 1961–1971. 1986, ISBN 3-329-00047-3.
  - Bd. 4 war ausgearbeitet und sollte 1990 erscheinen[3]

## Filme
- Hilde Benjamin – Die Scharfrichterin der DDR. Aus der Reihe „Geschichte Mitteldeutschlands“ des MDR, 2013.